# Eraclio I
Flavio Eraclio (in latino Flavius Heraclius, in greco Ἡράκλειος?; Cappadocia, 575 – Costantinopoli, 11 febbraio 641), meglio noto come Eraclio I o come Eraclio il Grande, è stato un imperatore romano d'oriente.
Il suo regno fu segnato da diverse campagne militari. L'anno in cui Eraclio salì al potere, l'impero fu minacciato su più frontiere. Eraclio scacciò i Sasanidi persiani dall'Asia Minore e si spinse in profondità nel loro territorio, surclassandoli nettamente nel 627 nella battaglia di Ninive. Il re sasanide Cosroe II fu rovesciato e giustiziato da suo figlio Kavad II, che presto siglò un trattato di pace, accettando di ritirarsi da tutti i territori occupati. A seguito di tali eventi, le relazioni pacifiche furono ripristinate ai due imperi in guerra.
Secondo una leggenda, Eraclio avrebbe incontrato i compagni di Maometto con i quali avrebbe discusso sull'Islam. Successivamente combatté battaglie contro 'Umar e Khalid ibn al-Walid.
Eraclio strinse rapporti diplomatici con gli Arabi a Oriente e con gli Slavi nei Balcani. Tentò di ricucire lo scisma nella chiesa cristiana nei confronti dei monofisiti, promuovendo una dottrina di compromesso chiamata monotelismo. Anche la Chiesa d'Oriente (comunemente chiamata Nestoriana) fu coinvolta nel processo. Alla fine questo progetto di unità fu respinto da tutte le parti della disputa.

## Biografia

### Gioventù
Eraclio nacque in Cappadocia, nell'Anatolia centro-orientale, nel 575, figlio di Eraclio il Vecchio, di probabile origine armena (alcuni hanno addirittura proposto un suo collegamento con la famiglia reale degli Arshakuni, che regnò in Armenia dal 54 al 428), e della sua consorte cappadoce Epifania. Il padre fu uno dei generali più importanti sotto l'imperatore Maurizio, distintosi ampiamente nella guerra contro Bahram VI, usurpatore dell'Impero sasanide, nel 590, cosa che gli procurò la carica di Esarca d'Africa da parte dell'imperatore. Sappiamo dalle cronache del tempo che Eraclio era un uomo atletico (secondo Fredegario combatteva i leoni) e aveva i capelli biondi.

### Rivolta contro Foca e incoronazione

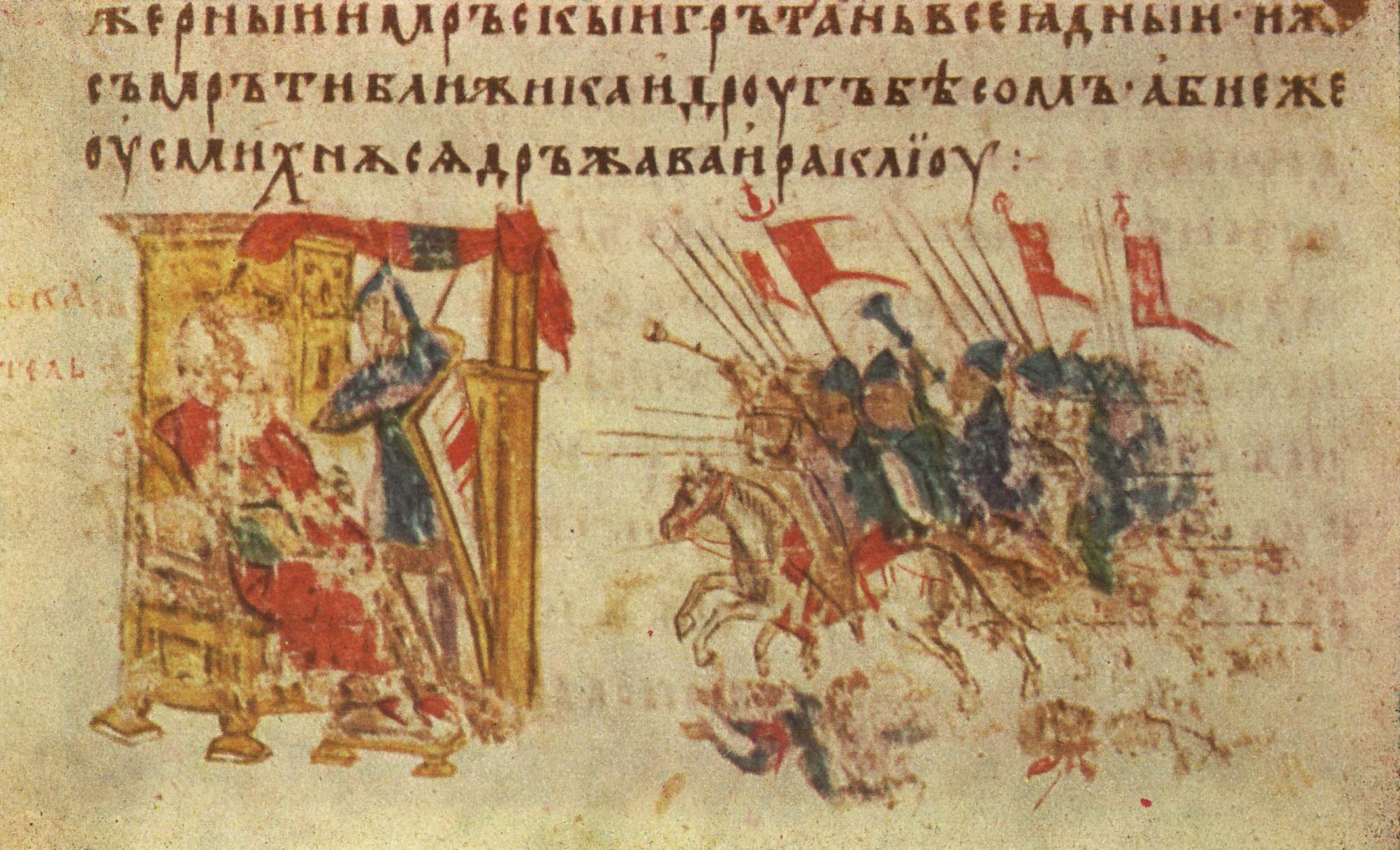
Rappresentazione dei soldati di Eraclio I che stanno per aggredire Foca

Insoddisfatto del regno di Foca, Prisco, genero di Foca e prefetto di Costantinopoli ed ex generale del deposto Maurizio, prese contatti con il potente esarca di Cartagine Eraclio il Vecchio, che, appoggiato dal fratello Gregorio, decise di tagliare i rifornimenti di grano che provenivano dall'Africa e di allestire un forte esercito e una potente flotta che avrebbero tentato di raggiungere la capitale per rovesciare Foca. Essendo però troppo in là con gli anni per poter condurre una guerra civile, Eraclio il Vecchio affidò al figlio Eraclio il comando della flotta e a suo nipote Niceta, figlio del fratello Gregorio, il comando dell'esercito. Secondo Niceforo, chi tra Eraclio e Niceta avesse raggiunto la capitale per primo sarebbe diventato imperatore, anche se lo studioso John B. Bury, nell'appendice alla sua edizione del Declino e caduta dell'Impero romano di Edward Gibbon, ha ritenuto inverosimile questa gara, perché, partendo con la flotta, Eraclio avrebbe raggiunto in ogni caso la capitale molto prima di Niceta, per cui è più probabile che a quest'ultimo fosse affidata solo la conquista dell'Egitto, non avendo ambizioni al trono imperiale.
Mentre il nipote Niceta attaccava l'Egitto con l'appoggio della potente famiglia degli Apioni, conquistando in breve Alessandria, vincendo le truppe fedeli a Foca e impadronendosi in breve tempo del Paese, il giovane Eraclio faceva rotta su Tessalonica (609), occupando alcune isole lungo il percorso e reclutando uomini e navi; nell'estate del 610, con le sue navi si diresse verso Costantinopoli.
Eraclio cinse d'assedio Costantinopoli, accampandosi sull'isola di Colonimo e confidando nell'appoggio del popolo: il 3 ottobre del 610 la flotta entrò trionfalmente nella capitale dell'Impero romano d'oriente, grazie alla rivolta degli abitanti della capitale, che avevano appoggiato la causa d'Eraclio. Secondo Niceforo, fu Fozio, un uomo che Foca aveva disonorato seducendo sua moglie, ad entrare nel palazzo imperiale con alcuni soldati catturando Foca e portandolo su una nave bizantina, insieme ai suoi fedeli.
Quando Eraclio, il 5 ottobre, salì sulla nave dove Foca e i suoi fedeli erano imprigionati, gli chiese: «È così che tu hai governato l'impero?», Foca rispose: «E tu credi che lo governerai meglio?». Eraclio allora ordinò che Foca fosse ucciso con la spada e mutilato con il taglio del braccio destro e dei genitali, e poi condotto al mercato dove avrebbe subito il rogo. Furono condannati alla stessa sorte anche Domenziolo, fratello di Foca, Bonoso e Leonzio, il tesoriere imperiale.
Nel pomeriggio del 6 ottobre, nella cappella di Santo Stefano, all'interno del Gran Palazzo, il nuovo patriarca di Costantinopoli Sergio I celebrò due cerimonie: nella prima sposava Eraclio con Fabia, che per l'occasione assunse il nome di Eudocia, e la seconda cerimonia fu l'incoronazione solenne con la corona degli Augusti, posta sul capo di Eraclio. Secondo Niceforo, prima dell'incoronazione, Eraclio offrì a Prisco la corona imperiale, sostenendo che era venuto nella capitale con l'esercito per deporre un tiranno ma non per assumere la porpora, ma Prisco rifiutò e quindi Eraclio fu acclamato Imperatore dal senato e dal popolo.
Il 7 luglio del 611 Eraclio e Eudocia ebbero la prima figlia, Epifania, che venne battezzata dal patriarca il 15 agosto nel Palazzo delle Blacherne. Il 3 maggio del 612 nacque invece il primo figlio maschio, Eraclio Costantino, che alla morte del padre sarebbe diventato imperatore con il nome di Costantino III. La gioia durò tuttavia poco: il 14 agosto del 612 Eudocia morì ed Eraclio rimase vedovo; in seguito decise di risposarsi, prendendo come moglie la nipote Martina (secondo Teofane il matrimonio avvenne nel 613-614, ma alcuni studiosi hanno messo in dubbio questa data, proponendo date alternative come il 622). Il secondo matrimonio non venne mai approvato perché incestuoso, e il patriarca attribuì le sciagure che colpivano l'Impero di Eraclio (oppresso prima dai Persiani e poi dagli Arabi) a una presunta ira divina. Nel regno dei due figli di Eraclio, Martina diventò il centro del potere e dell'intrigo politico a Costantinopoli. Il Patriarca Sergio I incoronò Martina, ma cercò in ogni modo di convincere l'Imperatore a ripudiarla. Il patriarca Niceforo racconta che una volta Eraclio rispose: «Tu hai già fatto il tuo dovere di sacerdote e amico. Per il resto, la responsabilità ricadrà su di me». E ciò che accadde in seguito parve ai detrattori di Martina una prova del peso di tali responsabilità: la coppia ebbe dieci figli, dei quali quattro morti in tenera età e due disabili.

### L'invasione dell'impero da parte di Cosroe II
Quando Eraclio prese il comando dell'Impero, si accorse quanto era disperata la sua situazione; nessuno di coloro che l'avevano preceduto sul trono degli augusti aveva trovato una situazione peggiore: infatti l'Italia si trovava invasa dai Longobardi, i Balcani erano stati invasi dagli Avari, e le province della Giudea, Siria e dell'Anatolia, erano state invase dagli eterni rivali dei Romani, i Persiani. Il timore era vivo anche tra gli abitanti della capitale, che potevano scorgere dall'altra parte del Bosforo i fuochi degli accampamenti persiani. Eraclio allora decise di abbandonare Costantinopoli in favore di Cartagine (618), perché oramai la capitale era minacciata dai persiani di Cosroe II e dagli Avari che avevano valicato il Danubio, ma venne dissuaso dal farlo dal patriarca di Costantinopoli. La città era pressoché inespugnabile, poiché era protetta per via di terra dalle imponenti mura Teodosiane e gli avversari difficilmente avrebbero potuto conquistarla per via di mare, poiché non possedevano una flotta potente come quella bizantina; tuttavia, le province attorno alla capitale cadevano una dopo l'altra, causando il rischio di un isolamento della città dal resto dell'impero, prospettiva ben poco edificante per Eraclio.

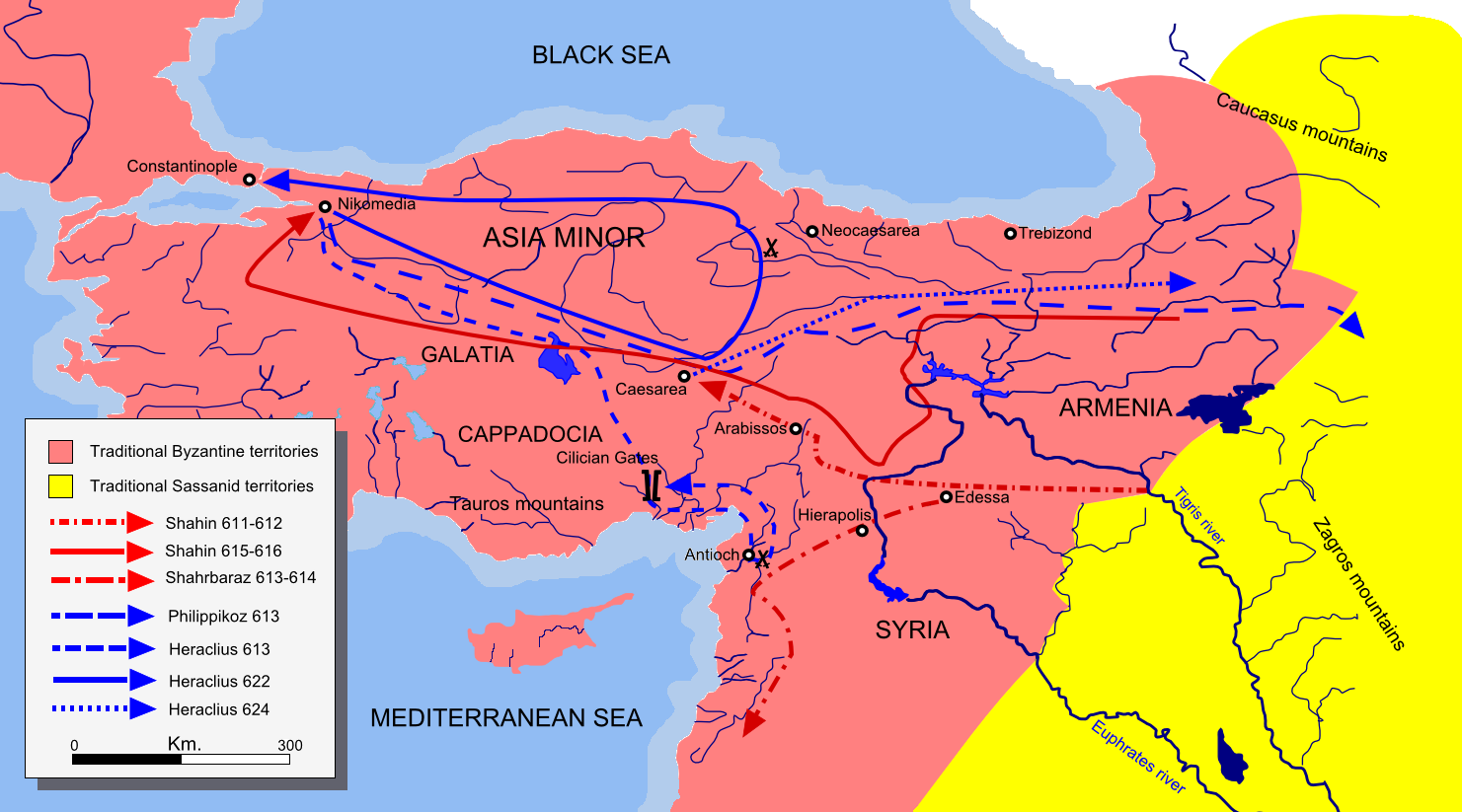
Mappa delle campagne che ebbero luogo tra il 611 e il 624 in Siria, Asia Minore, Armenia e Mesopotamia

L'esercito persiano era affidato nelle mani dell'abile generale Sharbaraz, che nel 610 espugnò Edessa e Apamea dopo una accanita resistenza. Nel 611 la stessa sorte toccò ad Antiochia e a Cesarea. Eraclio si affidò allora a Prisco, suo generale più esperto, ma quest'ultimo non solo fallì nell'intrappolare i Persiani dentro Cesarea, ma insultò anche Eraclio rifiutando di riceverlo, fingendosi malato. Narra Niceforo, in occasione dell'arrivo di Niceta a Costantinopoli, Eraclio invitò Prisco di fronte al senato e, accusandolo di averlo offeso, usando per non riceverlo il pretesto della malattia, lo destituì costringendolo a farsi monaco (5 dicembre 612). Il comando dell'esercito romano fu assunto da Eraclio stesso, anche se parte delle forze fu affidata al generale Filippico, che si volse contro i Persiani. La battaglia si svolse nel 613 nei pressi di Antiochia e la sconfitta costrinse Eraclio a ripiegare verso Costantinopoli. L'imperatore persiano Cosroe II, grazie a questa vittoria di Sharbaraz, diresse due offensive, su due punti diversi dell'Impero romano d'oriente: un esercito si sarebbe diretto a Costantinopoli, mentre l'altro esercito avrebbe devastato le province della Siria, Palestina ed Egitto. Quest'ultima missione fu affidata a Sharbaraz, che conquistò nel 613 Tarso, la Cilicia e Damasco. Eraclio tentò di arginare il disastro con la diplomazia, ma i suoi ambasciatori furono respinti: Cosroe voleva la vittoria finale ed ormai era convinto di poterla avere. Dopo tre settimane d'assedio, nel 614, cadde nelle mani di Sharbaraz anche Gerusalemme. L'evento fu molto grave perché la città fu rasa al suolo e gli abitanti massacrati, eccetto gli Ebrei, che da tempo fiancheggiavano l'ostilità persiana nei confronti dei Romani; il Santo Sepolcro venne distrutto, le reliquie della Vera Croce, la lancia e la spugna, furono depredate e portate in Persia a Ctesifonte. I Persiani non ebbero nemmeno pietà per molti monasteri, che vennero rasi al suolo.
Eraclio cercò di firmare una pace con il khaghan degli Avari, in modo da non dover più combattere su due fronti, poiché i Balcani subivano continue razzie da parte degli Avari, e Tessalonica venne assediata da questi ultimi dal 617 e al 619. Eraclio, tentando di negoziare la pace con gli Avari, rischiò di cader vittima d'un loro tranello, ma, nel 620, finalmente gli Avari accettarono di vendere la pace ai Romani.
Nel frattempo la situazione dell'Impero si aggravò: infatti Cosroe II, sottomessa la Palestina, ordinò nel 619 a Sharbaraz di avanzare in Egitto, in modo da strappare ai Romani il loro granaio. Nel 620 Niceta, governatore dell'Egitto, nell'impossibilità di gestirne la difesa, si vide costretto a consegnare ai Persiani la città di Alessandria. Sharbaraz riuscì a conquistare tutta la provincia dell'Egitto nello stesso anno e questo portò, a causa dell'interruzione dell'arrivo del grano dall'Egitto, la carestia e la diffusione della peste nell'Impero romano d'oriente.

### La riscossa dell'impero romano d'oriente

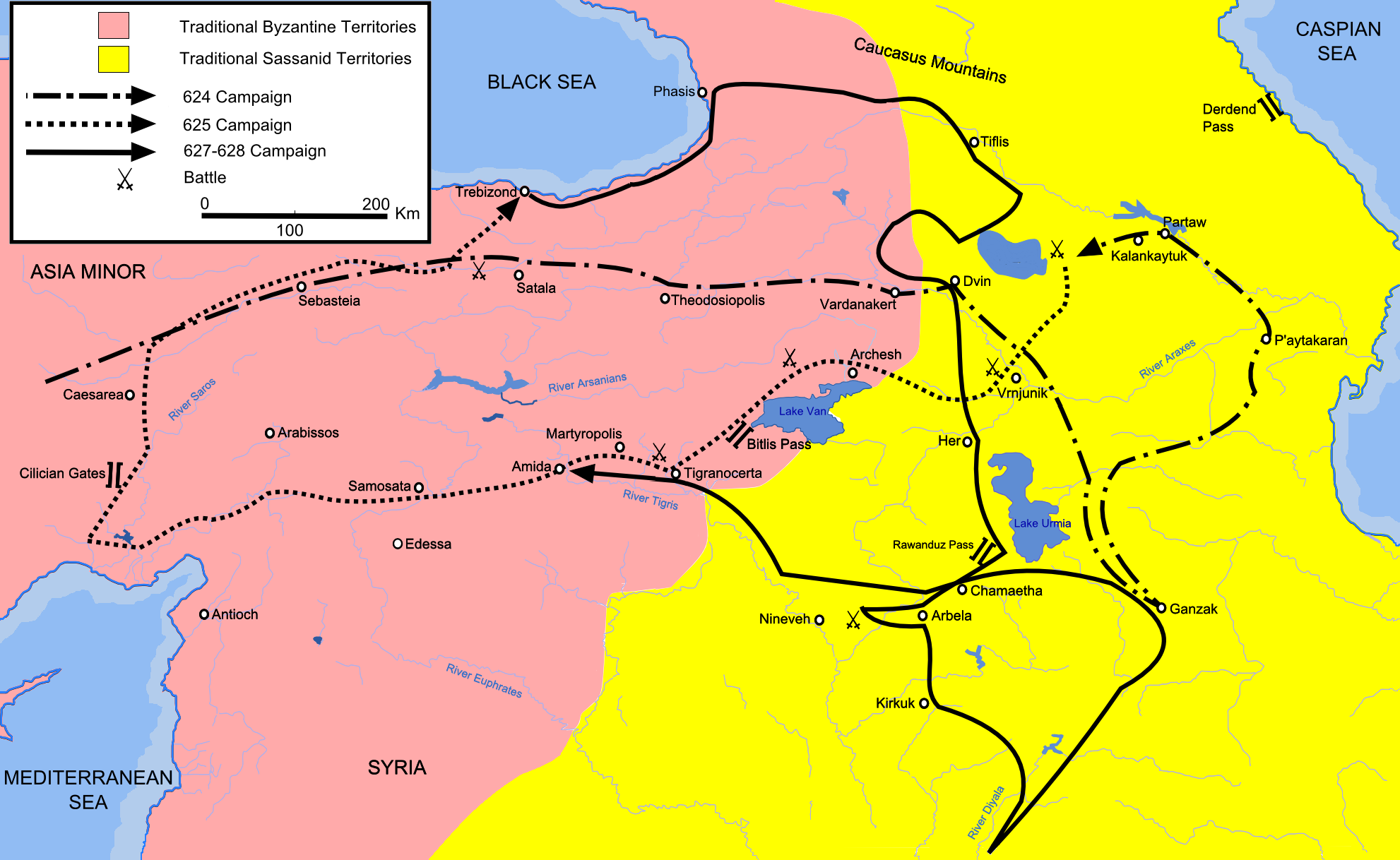
Manovre di Eraclio durante le campagne del 624, 625 e 627-628

Eraclio si rese conto della necessità di intervenire al più presto, per tentare di salvare ciò che era rimasto del suo impero, per questo fece ripiegare le forze romane che gli restavano in Anatolia e iniziò a riorganizzare l'esercito. Per far fronte alle spese ottenne il pieno appoggio del patriarca Sergio e per questo si poté impossessare dei beni della Chiesa; dimezzò il soldo delle truppe e dei funzionari dell'impero; arruolò più volontari possibili, concedendo terre ai militari in cambio del servizio, come era regola antica della legione romana, così da assicurare il pagamento ai suoi soldati.
Una volta radunate le forze, il 4 aprile 622, lunedì di Pasqua, Eraclio lasciò Costantinopoli. Secondo Teofane, l'esercito di Eraclio si accampò nell'Asia Minore, dove l'Imperatore motivò le sue truppe a combattere sostenendo che gli "Infedeli" Persiani dovevano pagare le profanazioni ai luoghi di culto cristiani e li addestrò, migliorando le loro abilità combattive. Nel corso della breve campagna del 622-623 l'esercito romano ottenne una prima vittoria sui Sasanidi, sconfiggendo in Armenia il generale persiano Shahrvaraz. Tuttavia, un'invasione in Tracia da parte degli Avari, che avevano stracciato i patti fatti prima coi Romani, richiamò indietro Eraclio. L'imperatore dovette aumentare i tributi dovuti agli Avari e nel frattempo ricevette una lettera colma d'insulti di Cosroe II: in essa il sovrano persiano si riferiva all'Imperatore come ad «Eraclio, nostro stupido e inutile servo». La tensione religiosa è comunque testimoniata da Sebeos che riferisce che in questa lettera Cosroe consigliava all'avversario di consegnargli il trono in questi termini:
(Cosroe II di Persia)

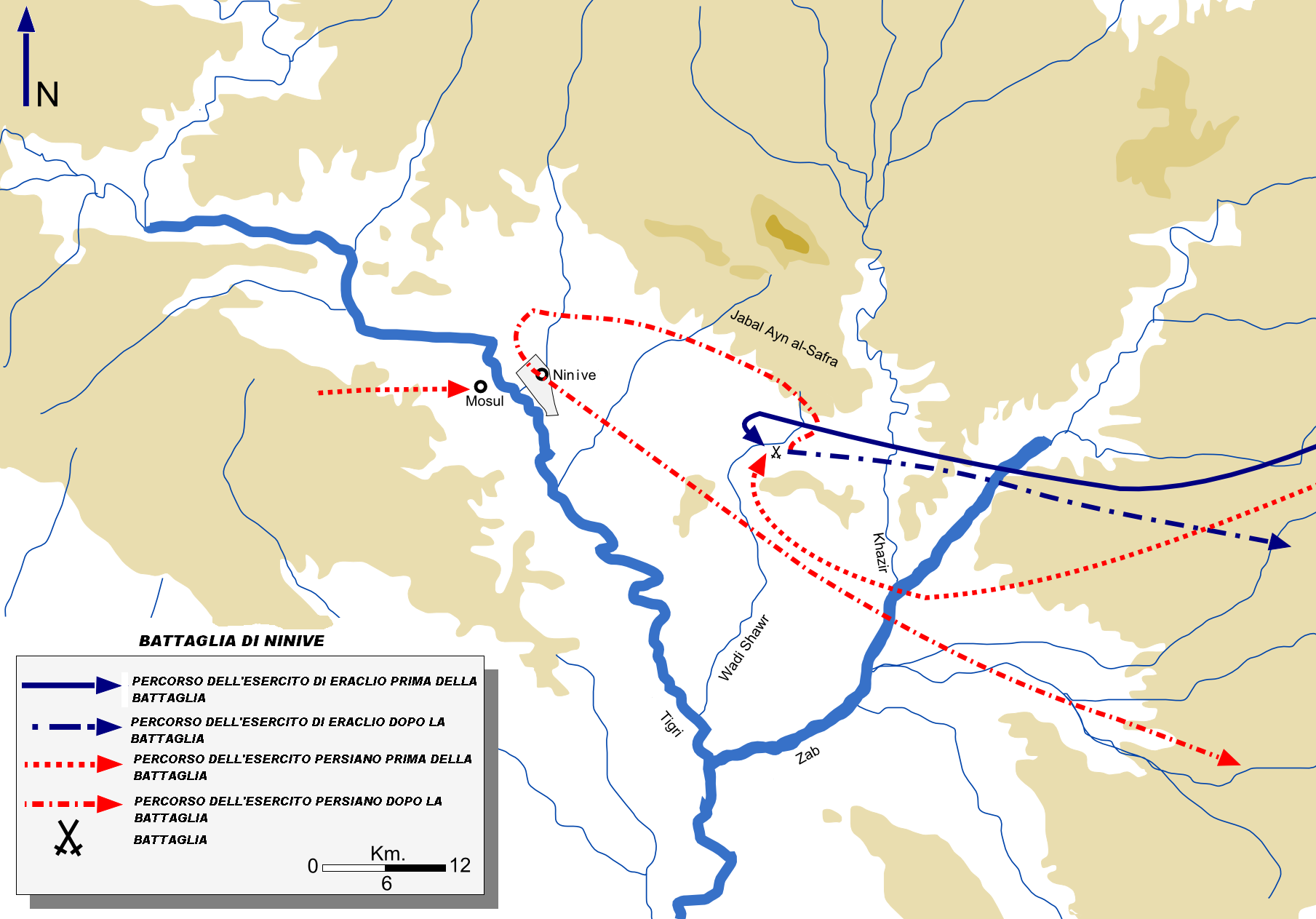
La battaglia di Ninive (627)

Nel 624 Eraclio, accompagnato da Martina e dai figli, lasciò Costantinopoli guidando personalmente l'esercito romano contro i Persiani. All'inizio gli storici paragonavano questa campagna militare a una crociata: nella realtà, se è vero che la tensione religiosa fu altissima, è altrettanto vero che l'Impero Romano d'Oriente lottava per la sua stessa sopravvivenza, nella convinzione che Iddio avrebbe battuto i barbari per il tramite del suo terreno rappresentante. I Romani attraversarono l'Armenia e l'attuale Azerbaigian, penetrarono in territorio persiano e, dopo aver incendiato il tempio del Fuoco di Gandža (624), distrussero tre armate persiane (625).
Per allontanare da sé il pericolo, Cosroe strinse alleanza con gli Avari spingendo i Persiani nel luglio del 626 ad attaccare Costantinopoli, appoggiati da Slavi, Bulgari e Gepidi, mentre Shahrvaraz aggirava a nord i Romani andando verso il Bosforo, fermandosi a Calcedonia. Eraclio non si lasciò perdere d'animo: distaccò parte delle sue truppe, che, affidate al fratello Teodoro, sconfissero un esercito persiano di appoggio guidato da Shahin, che morì poco dopo, mentre inviò altri uomini in soccorso a Costantinopoli assediata, dove le imbarcazioni slave che dovevano trasportare i Persiani furono incendiate, determinando la sconfitta degli assedianti e la liberazione della città, la cui resistenza era stata ammirevolmente guidata dal Patriarca Sergio. Si narra che, in quest'occasione, per la prima volta venne innalzato l'inno Akathistos quale ringraziamento alla Theotokos, la cui chiesa alle Blacherne era rimasto miracolosamente intatto.
La grande vittoria del 10 agosto 626 determinò la fuga dei persiani da Costantinopoli, ma soprattutto la fine degli Avari, il cui predominio sui popoli slavi crollò. Eraclio riuscì abilmente a dividere Shahrvaraz, il più abile generale persiano, dal suo re, e nel frattempo si assicurò l'alleanza e gli uomini del re dei Cazari (popolazione turca di religione ebraica), quindi nel 627 riprese l'offensiva, vincendo il nemico in Iberia e penetrando in Mesopotamia. Il 12 dicembre, presso l'antica Ninive, Cosroe fu annientato durante la battaglia di Ninive e nel gennaio del 628 Eraclio ne incendiò la residenza preferita, Dastagerd. I Persiani erano sconfitti: lo scià venne imprigionato e fatto uccidere dal figlio maggiore, Kavad II Shiroe. Nella primavera del 628 il nuovo re persiano offrì la resa in cambio della cessione delle terre occupate, della restituzione dei prigionieri e della cessione della Vera Croce. L'Impero persiano era in collasso: dopo pochi mesi Kavad II morì.
Eraclio, vincitore, tornò a Costantinopoli e il 14 settembre del 628 vi celebrò un trionfo. Quindi, ottenute Siria, Palestina ed Egitto da Shahrvaraz, consegnò al Santo Sepolcro di Gerusalemme la Vera Croce, che in quegli anni era stata mantenuta intatta tra i Persiani dall'orafo cristiano imperiale Jazdan. Il trionfo non fece scordare al basileus i torti del passato: agli Ebrei, racconta Sebeos, forse esagerando, venne imposto il battesimo e comunque fu loro vietato risiedere in Gerusalemme, fino a tre miglia dalla città.

### La riforma dell'Impero romano d'Oriente

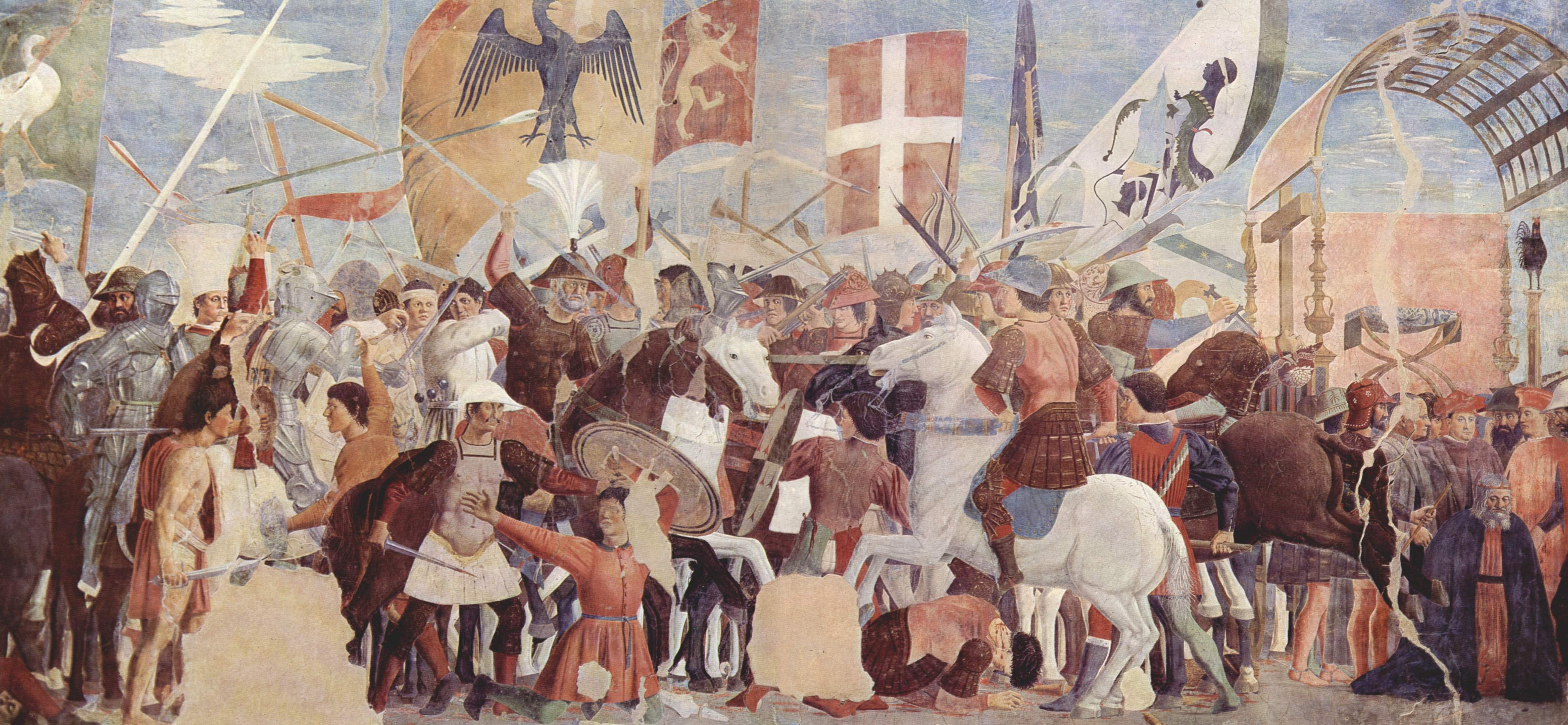
La Battaglia di Eraclio e Cosroè di Piero della Francesca

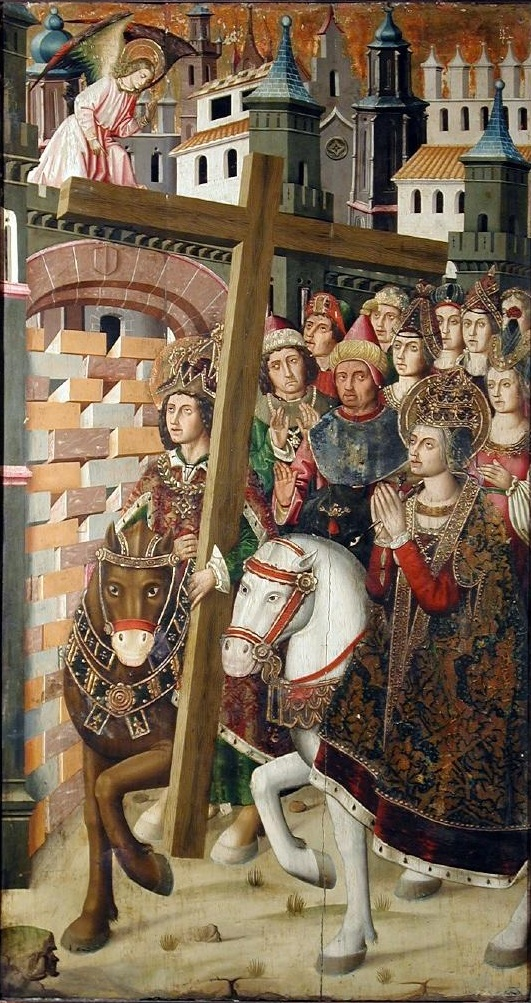
Eraclio porta la Vera Croce a Gerusalemme

Gli studiosi hanno a lungo insistito nell'attribuire ad Eraclio l'introduzione del sistema dei Thèmata - θέματα - unità amministrative militari formate da soldati territoriali e truppe scelte. Questa interpretazione si rivela tuttavia infondata a un'attenta analisi delle fonti: queste ultime non fanno infatti che proiettare nel passato istituzioni assai più recenti, come avviene nella storiografia di tutti i tempi. Secondo gli specialisti dei "secoli oscuri" dell'Impero bizantino, la riforma deve essere con tutta probabilità datata al secolo successivo, l'ottavo, quando essa prese forma in modo graduale, a partire dal regno di Leone III. Treadgold invece ritiene che la riforma dei temi sia opera di Costante II (641-668) e risalga agli anni della tregua con gli Arabi (659-661).
È ancora opinione comune che l'Impero romano sotto il regno di Eraclio accentuò in maniera sempre più formale ed ufficiale la tendenza a manifestare la sua natura culturale greco-orientale e l'essere principalmente di lingua greca, pur permanendo legato a Roma. Se Egitto e Siria erano monofisiti e di lingua per lo più copta e siriaca, Grecia, Tracia ed Anatolia (cioè il nucleo dell'Impero), erano di lingua greca e di credo calcedoniano: una situazione che rifletteva una polarizzazione culturale-linguistica già presente ai tempi dell'Impero Romano unitario e che si era ancora progressivamente enfatizzata a seguito (prima) della caduta dell'Impero d'Occidente e (poi) dell'invasione slava sotto Maurizio che aveva fortemente inciso sulle regioni illirico-dalmatiche (da cui la dinastia di Giustiniano proveniva) di cultura e lingua latina. Di fatto il latino era la lingua ancora utilizzata per gli atti amministrativi e legislativi nonché dell'esercito, ma era un idioma prevalentemente parlato solamente nelle regioni italiane (o dalmatico-illiriche) rimaste sotto dominio imperiale, nonché nelle città della cosiddetta Africa latina.
In un simile contesto, Eraclio - sull'onda della sua opera di restaurazione - avrebbe intuito di dover adeguare lo Stato, e così la lingua dell'amministrazione e della Chiesa. L'indicatore più chiaro di tale intento sarebbe che dal 629 anche la titolatura imperiale mutò, passando da Imperator Caesar Augustus - o in greco Αὐτοκράτωρ Καῖσαρ Αὔγουστος - a βασιλεύς, adottato quindi non solo, come alcuni affermano, perché questo era il titolo attribuito agli sconfitti re di Persia in un segno di sanzione del dominio ritrovato dell'Impero romano e Cristiano su quello Persiano, ma anche come sanzione di un cambiamento che si riscontrò poi in un altro aspetto sostanziale: se grandissima si rivelava ancora l'autorità della Chiesa, con Eraclio la figura del Basileus si rafforzò potentemente, assumendo ulteriori aspetti teocratici, a tutela della Chiesa stessa.
Eraclio fece incoronare quando era ancora un neonato il figlio avuto da Fabia, Herakleios Neos Konstantinos, conosciuto come Costantino III, nato nel 612, quindi farà in seguito incoronare il figlio nato da Martina, anch'esso di nome Herakleios nato nel 626 e conosciuto come Eracleona.

### L'influenza religiosa nel regno di Eraclio

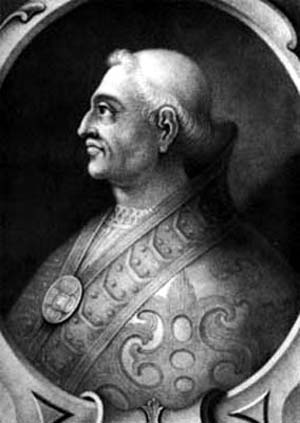
Papa Severino: durante il suo pontificato, il tesoro papale custodito nel Laterano fu sequestrato dalle truppe dell'esarca Isacio.

Recuperate le province orientali, Eraclio tentò di risolvere il problema del monofisismo, eresia diffusa soprattutto in Siria e Egitto. I monofisiti venivano discriminati dalla legge insieme ad altri dissenzienti religiosi (come gli Ebrei o i Samaritani), e i contrasti tra Impero e dissenzienti minava la fedeltà all'Impero di queste sette. Infatti, proprio le persecuzioni subite dall'Impero avrebbero spinto alla fine i monofisiti a non opporre strenua resistenza o addirittura vedere con favore l'invasione degli Arabi:
(Michele Siro, II, 3.)
Nel tentativo di trovare una formula teologica compromissoria che potesse andar bene sia per i Calcedoniani che per i Monofisiti, Eraclio e il patriarca di Costantinopoli Sergio propugnarono una tesi relativa al Cristo secondo la quale egli si componeva di due nature ma di un'unica energia (dal greco ἐνέργεια, "atto, potenza, funzione"), donde il termine “monoenergismo”. Tale compromesso, inizialmente, ricevette il favore dei Patriarchi, e del Papa di Roma. Tuttavia il nuovo Patriarca di Gerusalemme, Sofronio, nel 634 rigettò tale teoria definendola una variante del monofisismo.
Eraclio e Sergio, allora, trovarono una nuova formula compromissoria nel monotelismo, secondo cui Cristo aveva, sì, due nature, ma una sola volontà (θέλημα). Tale proposizione, più ragionevole del monoenergismo e approvata inizialmente persino da papa Onorio I (625-638), venne sancita nel 638 tramite l'affissione del documento che la propugnava, l'Ekthesis, nel nartece di Santa Sofia. Il successore di Papa Onorio I, però, non approvò il monotelismo, provocando il saccheggio del Laterano da parte delle truppe imperiali di cui lamentano le fonti papali: secondo il Liber pontificalis, il cartulario Maurizio e l'esarca Isacio incitarono le truppe a saccheggiare il tesoro papale custodito nel Laterano accusando il Papa di occultare loro le paghe; parte del tesoro depredato fu inviato a Costantinopoli ad Eraclio. In conclusione il monotelismo fu un fallimento perché non solo non soddisfece né calcedoniani né monofisiti, ma rinfocolò anche le diatribe religiose, facilitando la conquista islamica.

### Gli avvenimenti in Italia
Eraclio, pur impegnato a fondo in oriente, non aveva dimenticato i minacciati possedimenti italiani, ed aveva avuto cura di inviare esarchi che fossero in grado di preservarli dai Longobardi. Nel 615 scoppiò una rivolta a Ravenna che, con la complicità dei "giudici della Repubblica" (iudices reipublicae), sfociò nell'assassinio dell'esarca Giovanni I Lemigio, mentre anche a Napoli era scoppiata una rivolta, avendo un certo Giovanni da Conza instaurato un governo indipendente. Eraclio, determinato a ristabilire l'ordine nei territori italici ancora sotto il dominio imperiale e a frenare le mire espansionistiche dei Longobardi, inviò quindi l'eunuco Eleuterio con la carica di esarca affidandogli l'incarico di sedare le rivolte scoppiate nell'esarcato e di «proteggere tutta l'Italia, che i Longobardi non avevano ancora occupato». Dopo aver sedato con durezza le rivolte di Ravenna e di Napoli, Eleuterio provvide a pagare gli arretrati alle truppe; questo gesto, secondo il biografo di Papa Deusdedit, fece sì che «una grande pace fu ottenuta in tutta l'Italia», segno che le rivolte erano dovute a un ritardo del soldo. Dopo aver attaccato con insuccesso i Longobardi, venendo più volte sconfitto dal duca Sundrarit, e costretto a negoziare la pace accettando di pagare un tributo, Eleuterio, constatando che Eraclio era in enormi difficoltà contro la Persia, decise di restaurare l'Impero romano d'Occidente, facendosi eleggere Imperatore dalle truppe (619). Dopo aver chiesto evidentemente all'arcivescovo di Ravenna di incoronarlo, fu esortato dallo stesso a recarsi a Roma per farsi incoronare nell'antica Caput Mundi; Eleuterio, reputando valido il consiglio, partì alla volta di Roma venendo però vinto e ucciso presso Castrum Luceoli (nel corridoio umbro) da truppe fedeli ad Eraclio. Secondo i due Libri Pontificales (sia quello dei Papi sia quello degli Arcivescovi di Ravenna), la testa dell'usurpatore venne inviata in un sacco a Eraclio. Dopo la caduta di Eleuterio e fino al 625 (anno dell'arrivo di Isacio), si ignora chi abbia retto l'esarcato, ma diversi studiosi hanno proposto come immediato successore di Eleuterio il "patrizio Gregorio" citato da Paolo Diacono nell'episodio dell'uccisione dei duchi del Friuli Tasone e Caco compiuta dal patrizio medesimo. Nel 625, infine, l'Imperatore aveva spedito in Italia Isacio, che resse l'Italia bizantina per diciotto anni. Sotto il suo mandato tuttavia non si poterono conservare i domini veneti dell'entroterra, conquistati nel 639 dai Longobardi condotti da re Rotari, costringendo così gli abitanti a rifugiarsi sulle coste, dove sorsero Melidissa o Eraclea (nominata così in onore del basileus) e numerosi altri centri. In seguito Isacio, di fronte agli atteggiamenti di Papa Severino, ostile verso l'Ektesis, non esitò ad assaltare il Laterano, con la scusante di recuperare le paghe della guarnigione romana, a depredarlo, e ad esiliare alcuni ecclesiastici. Ciò tuttavia non servì a rendere più accettabile la politica religiosa eracliana.

### Gli Arabi e l'Impero di Bisanzio

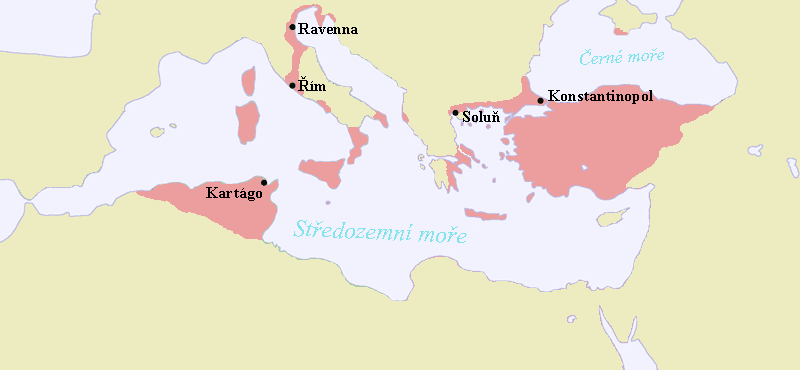
L'impero bizantino alla morte di Eraclio I

Esattamente quando Eraclio celebrava i suoi trionfi contro lo storico nemico dei Bizantini, nei lontani deserti della penisola araba quelle tribù di mercanti arabi stanziali e beduini nomadi uscivano definitivamente dalla Jāhiliyya, sotto la guida di Maometto.

Si narra che già prima del 629 il Profeta aveva inviato ai maggiori re del mondo, tra cui Eraclio, delle missive nelle quali chiedeva l'adesione all'Islam e, comunque, già in quell'anno un paio di incursioni di predoni arabi venivano bloccate dagli alleati Ghassanidi dei Bizantini a Muʾta. Nessuno diede peso a tali avvenimenti, frutto della più volte asserita indisciplina delle tribù desertiche, ma la realtà era ben diversa.
Gli Arabi nell'autunno del 633 penetravano in Transgiordania e in Palestina con tre colonne di 3.000 uomini ciascuna. I primi scontri sul mar Morto e nei pressi di Gaza si risolsero in vittorie arabe, ed addirittura il patrizio Sergio, comandante militare locale, cadde sul campo. Di fronte alla nuova invasione l'Impero si rese conto del pericolo ed Eraclio, posta sede ad Emesa (poi Homs), radunò un esercito al comando del quale pose il fratello, Teodoro.
Non si sa se per ordine di Abū Bakr o per sua propria volontà, nell'aprile del 634 Khālid ibn al-Walīd lasciò Hīra, che assediava insieme al generale al-Muthannā ibn Ḥāritha, e con una marcia prodigiosa unì le sue truppe, ma soprattutto il suo genio militare, alle truppe arabe in Palestina che la controffensiva bizantina metteva in difficoltà. Teodoro investì le forze avversarie presso Ajnādayn, a sud-ovest di Gerusalemme, il 30 luglio del 634, riportando una grave sconfitta: il governatore della Palestina cadde e lo stesso Teodoro si salvò solo grazie alla fuga. Grazie alla velocità negli spostamenti ed alla compattezza delle sue truppe, Khālid, la Spada di Dio, portò i musulmani a una vittoria dopo l'altra: il nuovo comandante bizantino, l'armeno Vahan, fu vinto a Pella e a Marj al-Ṣuffar, a sud di Damasco, e la stessa Damasco si trovò assediata nel marzo del 635. Il 10 settembre Damasco aprì le porte a Khālid.
Eraclio, da Antiochia, preparava la riscossa, e affidò un imponente esercito al sakellarios Teodoro Trithyrios, a Vahan e al ghassanide Jabala ibn al-Ayham. Di fronte a tale spiegamento di forze Khālid preferì ritirare le sue truppe, sgomberando i territori e le città conquistate fino ad allora, e ripiegando in cerca del luogo ideale allo scontro, che individuò sulle rive del fiume Yarmuk, un affluente del Giordano a sud del lago di Tiberiade. Qui infuriò una lunga e sanguinosa battaglia, dall'esito incerto fino all'ultimo, che si risolse il 20 agosto del 636 in una netta vittoria degli Arabi. I resti dell'esercito bizantino batterono in ritirata ed Eraclio fece sgomberare la Palestina e la Siria, approntando la difesa. Gli Arabi, ora guidati da Yazīd ibn Abī Sufyān e da suo fratello Muʿāwiya, rioccuparono rapidamente quanto precedentemente sgomberato e posero il blocco a Gerusalemme, da cui il basileus prudentemente aveva fatto portar via la Vera Croce. Nel 638, dopo sette mesi d'assedio, la Città Santa si arrendeva ai musulmani.

### Gli ultimi anni

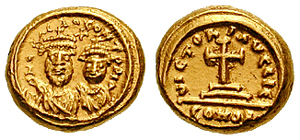
Moneta di Eraclio I, insieme a suo figlio Costantino III

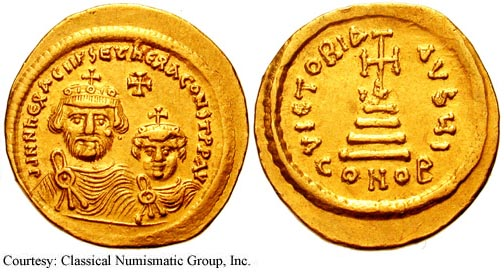
Moneta di Eraclio I, insieme a suo figlio Costantino III

Sicuramente era convinzione dei cristiani che, come anni prima, il loro Imperatore li avrebbe liberati dai musulmani, con l'aiuto di Dio e, probabilmente, ritirando le truppe restanti; questa era anche l'intenzione di Eraclio, che però non era più il guerriero d'un tempo. L'uomo che, dopo aver sgomberato parte delle terre trionfalmente riacquistate all'Impero poco tempo prima, tristemente ritornava a Costantinopoli, era un uomo stanco, molto malato e forse non del tutto padrone di sé; a causa di una fobia per l'acqua non osava riattraversare lo stretto del Bosforo per tornare a Costantinopoli e solo un tentativo d'usurpazione a Costantinopoli, nel 637, lo costrinse a rientrare a palazzo attraversando il Bosforo su un ponte di barche coperte da sabbia. La reazione fu molto dura: i rivoltosi, tra i quali comparivano il figlio illegittimo Giovanni Atalarico e il nipote Teodoro, ebbero nasi e mani amputate. Questo fatto legò ancor più il basileus alla moglie, e il figlio Eracleona venne incoronato coimperatore, rinfocolando antiche polemiche e convincendo ancor più molti ambienti che i guai dell'Impero altro non erano che i frutti della punizione divina per i peccati del basileus.
Nel frattempo l'ondata musulmana, abbattutasi violentemente sui Persiani, si riversava sull'Armenia e sulla Mesopotamia bizantina ed alla fine del 639 si affacciava alle porte dell'Egitto provenendo dalla Siria-Palestina. Dopo alcuni insuccessi, 4000 cavalieri arabi guidati da ʿAmr ibn al-ʿĀṣ, all'inizio del 640, occupavano Pelusio e, in luglio, vincevano i difensori bizantini presso la fortezza di Babilonia, ponendo l'assedio alla stessa fortezza. Intanto, più lontano, l'Armenia fu invasa.
Il patriarca d'Alessandria, Ciro, che esercitava funzioni politiche simili a quelle governatoriali, chiese ad Eraclio di poter trattare la resa di Babilonia con ʿAmr. Il basileus rifiutò, imponendo la continuazione della resistenza, e depose Ciro, in seguito sospettato di intesa con gli Arabi a causa delle sue simpatie monofisite. Mentre Babilonia viveva stretta d'assedio, la stessa sorte si profilava per la ricca Alessandria, che pareva tuttavia ben più decisa a resistere.
Eraclio ebbe la ventura di non dover assistere alla resa di Babilonia nell'aprile del 641, né di venire a conoscenza della caduta di Alessandria, l'anno successivo, ceduta ad ʿAmr dal vescovo Ciro, reintegrato nel frattempo da Martina. Reso irriconoscibile dalla malattia, distrutto dall'idropisia, l'11 febbraio 641 l'imperatore si era spento. Venne sepolto nella chiesa dei santi Apostoli, accanto a Fabia. Durante l'assedio di Costantinopoli (1204) i veneziani saccheggiarono la basilica e aprirono i sepolcri imperiali, trafugando gioielli e monili, e disperdendo i resti; la corona imperiale di Eraclio venne asportata con i capelli della salma attaccati; i reperti si trovano ancora oggi nel tesoro della basilica di San Marco.

## Giudizi

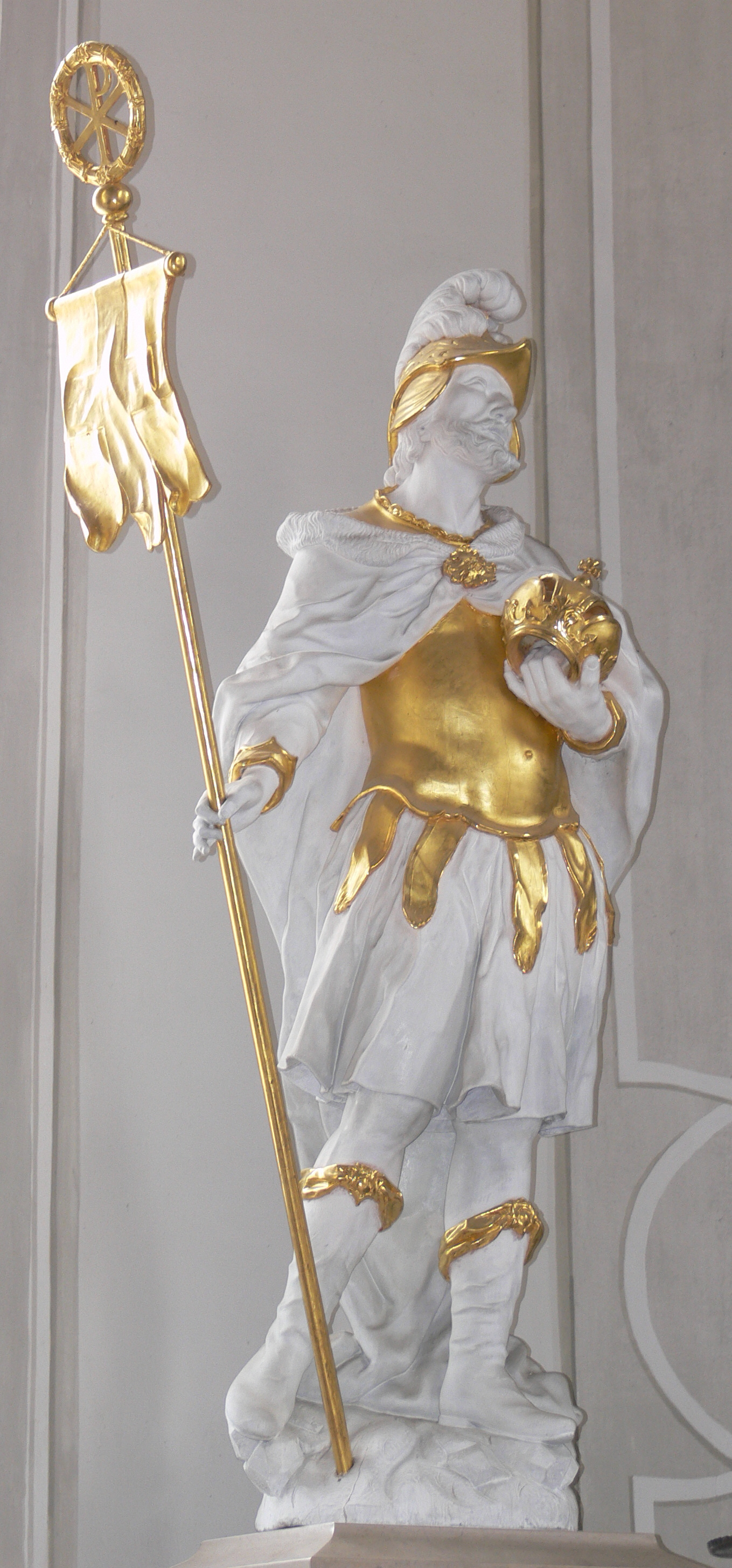
Statua del XVIII secolo rappresentante l'imperatore Eraclio I

Eraclio è ricordato soprattutto per le sue vittorie contro i Persiani. Numerosi storici hanno evidenziato il contrasto tra i primi e gli ultimi anni di regno di Eraclio, pieni di sciagure, e gli anni di mezzo, pieni di trionfi e hanno giustificato i successi dei Persiani e degli Arabi con il «torpore» e l'«inazione vergognosa» di Eraclio nei primi dodici e negli ultimi nove anni di regno. Per esempio Edward Gibbon scrive:
(Gibbon, capitolo 46)
Anche il Muratori condivide l'opinione del Gibbon, descrivendo l'Eraclio dei primi anni come un «principe che lasciava divorare in tal forma i suoi popoli e Stati, né moveva una mano, per così dire, in loro difesa».
Leone Caetani smentisce queste teorie, sostenendo che Eraclio, tranne negli ultimi tre anni, tentò sempre di dare il massimo per l'impero. La «vergognosa inazione» di Eraclio viene per esempio smentita dalle fallite campagne del 611-613 in cui l'Imperatore stesso assunse il comando dell'esercito. Secondo Caetani, Eraclio nei primi anni di regno subì devastanti sconfitte contro i Persiani non a causa della sua inazione ma perché l'esercito bizantino era in condizioni disastrose.

Eraclio riuscì a capovolgere l'esito del conflitto, nonostante l'esercito semidistrutto, grazie a un cambio di strategia nella seconda fase del conflitto: infatti per ricostruire il suo esercito, l'Imperatore decise di invadere l'Armenia e stringere delle alleanze con gli abitanti del luogo; grazie a queste alleanze e all'arruolamento di truppe mercenarie armene, da cui dipendeva fortemente, Eraclio riuscì a ricostituire il suo esercito e a vincere i Persiani. L'esercito di Eraclio non era neanche molto numeroso e costituito da truppe mercenarie infide, che spesso disertavano. Eraclio di conseguenza era spesso costretto a ritirarsi dal territorio nemico per reclutare altri uomini e spesso evitava lo scontro diretto contro i Persiani per paura di essere sconfitto. Tuttavia, grazie alle sue «ingegnose e sapienti misure strategiche», Eraclio vinse molte battaglie nonostante fosse in inferiorità numerica.

Solo nell'ultimo anno di guerra, Eraclio decise di osare e di penetrare nel cuore dell'Impero sasanide; ebbe successo e riuscì a imporre la tanto desiderata pace al nemico ma, sempre secondo Caetani, il fatto che poi dovette venire a patti con il generale ribelle sasanide Sharbaraz per riavere indietro la Siria e l'Egitto la dice tutta sulla relativa debolezza dell'esercito di Eraclio, dato che l'esercito di Sharbaraz (temuto da Eraclio) era composto da soli 6000 uomini.

Con la debolezza militare dell'Impero il Caetani si spiega le vittorie degli Arabi negli ultimi nove anni di regno di Eraclio:

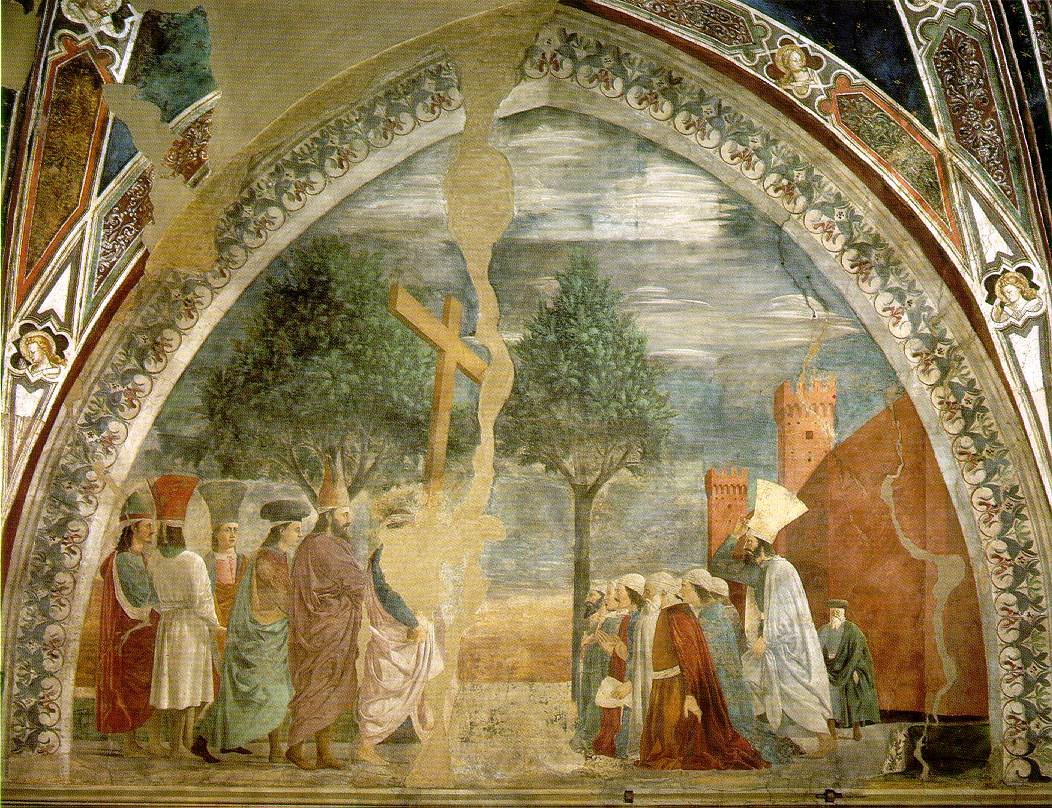
L'Esaltazione della Croce di Piero della Francesca

Secondo il politologo Edward Luttwak Eraclio riuscì a vincere i Persiani approfittando del fatto che gran parte dell'esercito sasanide era posto a guarnigione della Siria e dell'Egitto e dunque non poteva contrastare le incursioni dei Bizantini nel cuore della Persia; a causa delle conquiste di Cosroe II, le truppe dell'Impero sasanide erano sparse su un territorio troppo vasto e inviare truppe in difesa delle zone devastate da Eraclio richiedeva molto tempo, troppo per fermare Eraclio. Per contrastare in modo efficace Eraclio Cosroe II avrebbe dovuto rinunciare alla Siria e all'Egitto ordinando alle sue truppe di ritirarsi in difesa della Persia messa in pericolo da Eraclio ma lo scià non era disposto a rinunciare alle sue conquiste e aveva notato che in genere le incursioni di Eraclio, pur portando a devastazioni, non avevano finora veramente messo in pericolo l'Impero. Invece nell'ultima decisiva campagna (627) Eraclio sfruttò il fattore sorpresa sferrando una pericolosa offensiva contro Ctesifonte proprio quando i Persiani si aspettavano che l'Augusto si sarebbe ritirato in territorio bizantino per svernare, come aveva fatto nelle precedenti campagne. Grazie al fattore sorpresa, Eraclio riuscì a imporre la pace al nemico e a riottenere Siria ed Egitto. Per Luttwak le conquiste islamiche furono agevolate dall'oppressivo sistema fiscale bizantino e dalla persecuzione dei Monofisiti e degli Ebrei, che vivevano in Siria e in Egitto; gli abitanti della Siria e dell'Egitto infatti non opposero strenua resistenza agli Arabi perché erano più tolleranti dei Bizantini. Infatti, gli Arabi ridussero le tasse e, pur discriminando i "popoli del libro" (Cristiani e Ebrei), li trattavano con pari uguaglianza non facendo distinzione tra ortodossi e eretici e tra cristiani ed ebrei.
Secondo l'Ostrogorsky e altri storici Eraclio riuscì a vincere i Persiani grazie alla riforma dei temi. Secondo la teoria classica i primi temi sarebbero sorti in Asia Minore intorno al 620 a causa dell'insediamento in Asia Minore dei limitanei (i soldati a difesa del limes) che avevano abbandonato le province perdute di Siria e Egitto dopo le invasioni persiane. Tuttavia secondo alcuni storici la riforma dei temi sarebbe posteriore a Eraclio. Per esempio il Treadgold ritiene improbabile che i temi vennero creati da Eraclio non solo perché non esistono fonti scritte dell'epoca che lo possono certificare ma anche perché se i temi aiutarono Eraclio a sconfiggere i Persiani, appare strano che non siano a serviti a nulla contro gli Arabi. Invece, ipotizzando che i temi vennero creati da Costante II tra il 659 e il 662, si spiegherebbe perché dopo il 662 l'espansionismo arabo a danni dei bizantini si arrestò quasi del tutto.
Eraclio I è un imperatore molto importante per la riforma amministrativa che introdusse con il suo regno, anche se molti storici la fanno risalire a suo nipote Costante II. La riforma in questione è quella dei themi. Nel corso della storia l'Impero romano ha avuto tre grandi riforme:
1) Quella di Augusto: la divisione delle province in senatoriali ed imperiali, queste ultime guidate da un Legato Augusti Pro Praetore che guidava appunto le province militarizzate, che avevano le legioni, cioè quelle imperiali mentre quelle senatoriali avevano solo gli ausiliari. In questo modo si spezzava la tendenza che si era avuta dalla riforma di Gaio Mario del 107 a.C. che vedeva i soldati essere fedeli più al loro generale che alla Res Pubblica: più trionfi per il generale, più era positivo per i soldati delle legione o delle legioni sottostanti.
2) Quella di Diocleziano: separazione del potere civile da quello militare mentre fino a quel momento era il potere civile a detenere quello militare (i Consoli e i Pretori detenevano il potere civile e militare). Con Diocleziano abbiamo: il Dux per le province e il Comes per le diocesi a livello militare; a livello amministrativo abbiamo il Praeses per le province e il Vicario per le diocesi. Una diocesi era un raggruppamento di due o più province. Costantino I aggiunse un ulteriore raggruppamento: le prefetture del pretorio comandate dal Prefetto del Pretorio a livello di amministrazione civile e dal Magister Militum a livello militare.
3) Quella di Eraclio: il potere militare detiene quello civile. Lo Strategos del thema aveva entrambi i poteri nonostante fosse una figura militare. La paternità di tale riforma è dubbia, ed è forse da addebitare al nipote Costante II. I gradi dell'esercito e dell'amministrazione vennero tradotti in greco, come anche lo stesso titolo imperiale, per esigenze comunicative, dato che il latino non era capito da tutti nella maggior parte delle aree ormai rimaste all'Impero. Di solito a partire da questo punto si inizia a chiamare "Impero Bizantino" l'Impero Romano d'Oriente ma è solo per esigenze di comodità: si tratta di un neologismo storiografico d'età moderna che serve a non confondere lo Stato romano dell'età antica da quello dell'età medievale. La riforma di Eraclio I viene spesso considerata come spartiacque tra il periodo romano e bizantino, ma non ci fu alcuna soluzione di continuità nella compagine statale.

### Fonti antiche
- (LA) Auctarii Havniensis extrema, a cura di Theodor Mommsen, in Monumenta Germaniae Historica. Auctores antiquissimi, tom. 9, Chronica minora saec. IV.V.VI.VII, vol. 1, Berolini, apud Weidmannos, 1892,  pp. 337-339.
- Teofane Confessore, Chronographia, Vol. I, in Corpus Scriptorum Historiæ Byzantinæ, vol. 43, Bonn, Weber, 1839.
  - edizione in inglese limitata agli anni 602-813: The chronicle of Theophanes: an English translation of anni mundi 6095-6305, tradotta da Harry Turtledove.
- Patriarca Niceforo, Breve storia.
- Chronicon paschale.
- (LA) Deusdedit, in Liber pontificalis, Monumenta Germaniae Historica, Scriptores, Gesta pontificarum Romanorum,  p. 166. URL consultato il 22 febbraio 2018 (archiviato dall'url originale il 3 febbraio 2018).
- (LA) Severinus, in Liber Pontificalis, Monumenta Germaniae Historica, Scriptores, Gesta pontificarum Romanorum,  pp. 175-176. URL consultato il 16 dicembre 2011 (archiviato dall'url originale il 24 novembre 2012).
- Sebeo, Storia di Eraclio.

### Fonti moderne
- Leone Caetani, Altri studi di storia orientale: pagine inedite, a cura di Fulvio Tessitore, Roma, L'Erma di Bretschneider, 1997, ISBN 88-8265-001-4.
- Charles Diehl, La civiltà bizantina, Milano, Garzanti, 1962.
- Alain Ducellier e Michel Kaplan, Bisanzio (IV-XV secolo), Milano, San Paolo, 2005, ISBN 88-215-5366-3.
- (EN) Edward Gibbon, The History of the Decline and Fall of the Roman Empire, vol. IV, London, 1788,  cap. XLVI.. Ora in Penguin Classics, 1996, vol. II [vol. III + vol. IV, ed. 1781 & 1788], p. 517 ss.
- Gerhard Herm, I bizantini, Milano, Garzanti, 1985.
- Alexander P. Kazhdan, Bisanzio e la sua civiltà, 2ª ed., Bari, Laterza, 2004, ISBN 88-420-4691-4.
- Ralph-Johannes Lilie, Bisanzio la seconda Roma, Roma, Newton & Compton, 2005, ISBN 88-541-0286-5.
- Edward N. Luttwak, La grande strategia dell'Impero bizantino, Milano, Rizzoli, 2009, ISBN 978-88-17-03741-9.
- Ludovico Antonio Muratori, Annali d'Italia, collana Collezione di storici italiani, vol. II, C.L. Giachetti, 1867.
- John Julius Norwich, Bisanzio, Milano, Mondadori, 2000, ISBN 88-04-48185-4.
- Georg Ostrogorsky, Storia dell'Impero bizantino, Torino, Einaudi, 1968, ISBN 88-06-17362-6.
- Angelo Pernice, L'Imperatore Eraclio. Saggio di storia bizantina, Firenze, Tipografia Galletti & Cocci, 1905.
- Giorgio Ravegnani, La storia di Bisanzio, Roma, Jouvence, 2004, ISBN 88-7801-353-6.
- Giorgio Ravegnani, I bizantini in Italia, Bologna, Il Mulino, 2004.
- Giorgio Ravegnani, Bisanzio e Venezia, Bologna, Il Mulino, 2006, ISBN 88-15-10926-9.
- Giorgio Ravegnani, Introduzione alla storia bizantina, Bologna, il Mulino, 2006.
- Giorgio Ravegnani, Imperatori di Bisanzio, Bologna, il Mulino, 2008, ISBN 978-88-15-12174-5.
- Silvia Ronchey, Lo stato bizantino, Torino, Einaudi, 2002, ISBN 88-06-16255-1.